# Associação Gaúcha de Proteção ao Ambiente Natural
A Associação Gaúcha de Proteção ao Ambiente Natural (Agapan) é uma organização não governamental (ONG) brasileira dedicada à luta em defesa do meio-ambiente, localizada no Centro Histórico de Porto Alegre, capital do Rio Grande do Sul fundada no ano de 1971.

## História
A associação foi fundada no ano de 1971, em Porto Alegre, por personalidades como José Lutzenberger, Augusto Carneiro, Caio Lustosa, Alfredo Gui Ferreira e outros ambientalistas. É uma das entidades pioneiras em seu gênero no Brasil, que desde sua fundação tem desenvolvido uma série de importantes ações, entre elas a ativa participação no processo de tombamento da mata atlântica no Rio Grande do Sul.
Participou da campanha pelo Não às construções residenciais na orla do Guaíba, da luta contra o uso indiscriminado de agrotóxicos no Brasil, pela abertura à sociedade do debate em relação aos transgênicos, seu uso e rotulagem, entre outras de caráter mais local e regional, como a proteção das árvores de Porto Alegre. Em reconhecimento ao seu trabalho, no ano de 1996, recebeu o Prêmio Muriqui.
Presidentes:
Heverton Lacerda (2021 - 2023)
Francisco Milanez (2019 - 2021)
Francisco Milanez (2017 - 2019)
Leonardo Melgarejo (2015 - 2017)
Alfredo Gui Ferreira (2013 - 2015)
Eduardo Finardi
Edi Fonseca
Celso Marques
José Lutzenberger